# Большой Красный Яр (Саратовская область)
Большой Красный Яр — исчезнувшее село в Духовницком районе Саратовской области.
Село находилось на правом берегу реки Малый Иргиз, примерно в 26 километрах южнее рабочего посёлка Духовницкое.

## История
Основано в 1735 году белорусскими крестьянами-переселенцами. В 1839 году построен православный молитвенный дом. Земли и крестьяне в тот период принадлежали графу Воронцову-Дашкову
В Списке населённых мест Российской империи по сведениям за 1859 год упоминается как владельческое сельцо Большой Красный Яр (Селитьба) Николаевского уезда Самарской губернии, расположенное в прибрежье Волги, на реке Малый Иргиз на расстоянии 80 вёрст от уездного города. В населённом пункте насчитывалось 126 дворов, проживали 387 мужчин и 420 женщин, имелся православный молитвенный дом.
После крестьянской реформы Большой Красный Яр был отнесён к Горяйновской волости. Согласно Списку населённых мест Самарской губернии по сведениям за 1889 год в деревне насчитывалось 216 дворов, проживали 1258 жителей, русские и малороссы раскольнического и православного вероисповеданий. Земельный надел составлял 432 десятины удобной и 162 десятины неудобной земли, имелись водяная и 8 ветряных мельниц. Согласно переписи 1897 года в деревне проживали 905 жителей, из них старообрядцев (беглопоповцы) — 725, православных — 180.
Согласно Списку населённых мест Самарской губернии 1910 года в селе Большой Красный Яр проживали 550 мужчин и 566 женщин, земельный надел составлял 594 десятины удобной и 126 десятин неудобной земли, имелись церковь, раскольнический молитвенный дом, церковно-приходская школа, механическая мельница.
В июне 1918 года в Большом Красном Яре возник один из первых в губернии комбедов. Комбед отнимал хлеб и скот и кулаков и спекулянтов, провёл передел земли по советскому декрету. 13 августа 1918 года кулаки ворвались в дом руководителей комбеда, вывели их в степь и после пыток убили и сбросили в озеро. После подавления кулацкого восстания убитых похоронили в центре села. В 1926 году в селе проживали 571 мужчина и 649 женщин, насчитывалось 250 дворов. C началом коллективизации в селе был образован колхоз имени Е. А. Калягиной. На рубеже 1950-х и 1960-х годов Большой Красный Яр попал в зону затопления Саратовского водохранилища. Жители села переехали в соседнюю Софьинку (туда же была перенесена и братская могила гражданской войны). К середине 1960-х годов опустевшее село ушло под воду.

## Население
Динамика численности населения по годам:
| Годы      | 1859 | 1889 | 1897 | 1910 | 1926 |
| --------- | ---- | ---- | ---- | ---- | ---- |
| Население | 807  | 1258 | 905  | 1116 | 1220 |